# Tigrisoma
Tigrisoma là một chi chim trong họ Diệc.